# Ochyrocera cachote
Ochyrocera cachote is een spinnensoort uit de familie Ochyroceratidae. De soort komt voor in Hispaniola.